# Animation art graphique audiovisuel
 (mars 2025).
Si vous disposez d'ouvrages ou d'articles de référence ou si vous connaissez des sites web de qualité traitant du thème abordé ici, merci de compléter l'article en donnant les références utiles à sa vérifiabilité et en les liant à la section « Notes et références ».
 (mars 2025).
Pour les articles homonymes, voir aaa.
Le studio Animation Art Graphique Audiovisuel ou AAA ou aaa production est une société de production audiovisuelle spécialisée dans le cinéma d'animation et la production de films documentaires pour la télévision et le cinéma.

## Histoire
Cette société a été créée en 1973, par Marcelle Ponti (productrice) , par Jacques Rouxel (auteur–réalisateur de génie et créateur des Shadoks) et Jean-Paul Couturier (réalisateur), dans l’optique de produire en toute indépendance des films et des séries d’animation.
Jacques Rouxel, après avoir créé avec l'ORTF les trois premières séries des Shadoks (1968, 1969 et 1972)[réf. nécessaire], réussit à transposer son style à des séries éducatives et à des films scientifiques unanimement plébiscitées . En 1999, sous le label aaa, il lance la quatrième série des Shadoks. Elle remporte un prix spécial au Festival international du film d'animation d'Annecy en 2000[réf. nécessaire].
Entre 1973 et 2006 vont voir le jour 20 séries animées, un long métrage, Chronopolis, réalisé par Piotr Kamler en 1982 et présenté la même année à Cannes, 70 courts-métrages et 150 films de commande (publicités, institutionnels, éducatif)[réf. nécessaire]Une riche et talentueuse production auréolée de nombreuses récompenses[non neutre].
En 2006, la société devient aaa production et choisit de mettre l’accent sur la production de documentaires de création pour le cinéma et la télévision[réf. nécessaire].
Depuis cette date, elle a produit une soixantaine de films, des films ambitieux, singuliers, ancrés dans la réalité sociale, attentifs à la diversité culturelle ainsi qu’aux questions politiques[réf. nécessaire].

## Activités
Par ailleurs la société a développé une filière de production liée à l’Outre-mer, en particulier la zone Océanie-Pacifique et Japon[réf. nécessaire].
aaa production œuvre également à la protection, la valorisation et la diffusion des Shadoks par des livres, des expositions et des films[réf. nécessaire].
Plus récemment, la société s’est ouverte à des projets de fiction pour le cinéma. Avec cette nouvelle dynamique et de nouveaux auteurs, elle perpétue ce qui fait la renommée et la qualité de ses productions depuis plus de cinquante ans[non neutre].
Les principaux auteurs français avec lesquels aaa a travaillé sont Pierre Barletta, Claude Duty, Michaël Gaumnitz, Piotr Kamler, Michel Ocelot, Jacques Rouxel, Jean-Christophe Villard, Olivier Zagar, Gilles Dagneau, Laurent Cibien, Alain Guillon, Phillipe Worms, Thierry Dejean, Damien Faure...

## Récompenses
Depuis sa création, aaa a reçu plusieurs récompenses dont un Grand prix d'Annecy en 1975 avec « Le Pas » de Piotr Kamler, trois grands prix au Festival international des programmes audiovisuels de Biarritz et trois Césars du meilleur court métrage ; « Le Révœil » de Jean-Christophe Villard, 1981 ; « La Légende du pauvre bossu » de Michel Ocelot, 1983 ; « L'Enfant de la haute mer » de Patrick Deniau, 1986.[réf. nécessaire]